# 李福林 (1907年)
李福林（1907年5月21日—1937年7月），原名公道轸，又名崔东范，朝鲜族，东北抗日联军第三军第一师政治部主任，中共北满临时省委组织部长，2015年8月入选著名抗日英烈、英雄群体名录。

## 早年生涯
1907年5月21日，李福林出生于朝鲜咸镜北道稳城郡，1918年2月随家人迁居吉林省和龙县明岩村，1927年加入朝鲜共产党。1928年8月起，李福林先后在宁安县、海林县、阿城县从事农民运动。1930年3月，他在阿城加入中国共产党，同年10月被任命为阿城县委书记，11月被捕入狱。1931年九一八事变后，被营救出狱。:177-178:110:146
出狱后，李福林被派往哈尔滨任中共满洲省委巡视员。1932年春，他根据中共满洲省委的指示，将珠河县委改组为珠河中心县委，并任组织部长。同年秋，他与金策在珠河县组织了有千余人参加的反日游行。:177-178:111:266

## 游击队时期
1933年6月，李福林和李启东等人被派往孙朝阳的义勇军部队做争取工作。同年秋，孙朝阳被日军杀害后，孙朝阳的同伙试图谋杀赵尚志、李福林等七人。七人根据内线情报遂携带十余部枪支脱离孙朝阳部队。同年10月10日，珠河反日游击队以这七人为基础加之珠河县委补充的6人和两支步枪在三股流（今尚志市三阳乡）正式成立。赵尚志任队长，李福林任党支部书记。很快，游击队就扩大到40余人，设一个大队和三个中队。:179-180:261:111
1934年6月，珠河反日游击队被改编为东北反日游击队哈东支队，赵尚志和李福林分任支队长和党委书记。哈东支队中共党团员的人数一度达到90余人。1935年1月，哈东支队吸收部分义勇军成立东北抗日联军第三军。李福林任执法处长。:180:261-262

## 抗联时期
1935年9月，东北抗日联军第三军扩编为六个团，李福林被任命为第一团政治部主任。1936年初，赵尚志率第三军主力西征。李福林率留守的一团在延寿、方正地区，建立起游击根据地。同年8月，东北人民革命军第三军改编为东北抗日联军第三军。李福林被任命为第一师政治部主任，兼哈东游击队司令。:181-182:262:267
1936年9月，李福林当选中共北满临时省委委员和组织部长，同年冬又任东北抗日联军第三、六、八、九军依东联合办事处主任。1937年1月，李福林为配合三军主力西征，率一师一团在哈东坚持游击战，攻打林口县城、延寿警察大队，在夹信子伏击日军西山大尉的部队。同年4月，由于汉奸告密，李福林率部去省委开会途中，在通河县二道河子遭到六、七百兵力的围攻，后在战斗中牺牲，时年30岁。:182-183:262-263:267

## 纪念
- 黑龙江省哈尔滨市通河县革命烈士陵园（通河镇）建有李福林纪念碑[7]
- 黑龙江省哈尔滨市通河县清河镇建有李福林纪念碑[8]